# アメリア・ブライトマン
アメリア・ブライトマン (Amelia Brightman、1979年1月31日 - )は、イギリスのシンガーソングライター。

## 来歴
イングランドのハートフォードシャー・ダコラムで生まれる。父グレンヴィル・ジェフリー・ブライトマンと母ポーラ・ブライトマンの6子の末娘。サラ・ブライトマンは姉。
1999年にドイツのハンブルクで音楽活動を始めて、フランク・ピーターソンと出会う。以後、ドイツのバンドであるグレゴリアンの歌手として活躍する。またグレゴリアンの作曲にも関わった。当時はバイオレットやイヴの名で活動していた。
姉サラ・ブライトマンの複数のアルバムに関わり、数多くの楽曲でコラボしている。2016年にデビュー・ソロ・アルバム『Amelia Brightman』を発表した。

## ディスコグラフィ

### スタジオ・アルバム
- Amelia Brightman (2016年、Nemo Studios)
- The Fairest Of The Seasons (2017年、Hypertension Music)

### グレゴリアン
- 『マスターズ・オブ・チャント2』 - Masters of Chant Chapter II (2001年)
- 『マスターズ・オブ・チャント3』 - Masters of Chant Chapter III (2002年)
- 『イマジン〜マスターズ・オブ・チャント』 - Masters of Chant Chapter IV (2003年)
- 『光と闇のストーリー』 - The Dark Side (2004年)
- Christmas Chants (2006年)
- 『マスターズ・オブ・チャント5』 - Masters of Chant Chapter V (2006年)
- 『オーラの祈り』 - Masters of Chant Chapter VI (2007年)